# Saint-Eustache (Haute-Savoie)
Pour les articles homonymes, voir Saint-Eustache.
Saint-Eustache est une commune française située dans le département de la Haute-Savoie, en région Auvergne-Rhône-Alpes.

## Géographie

### Situation

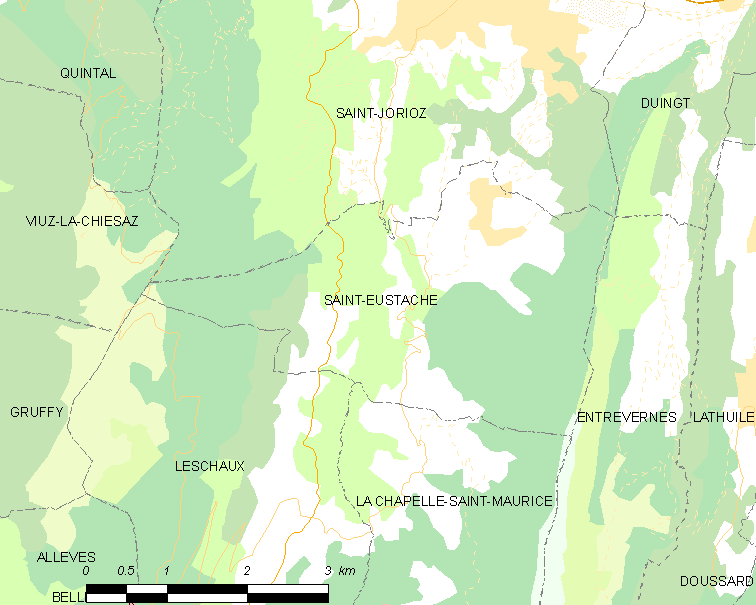
Territoire de Saint-Eustache et les communes limitrophes.

#### Localisation et relief
Zone de montagne, la commune de Saint-Eustache est située dans une petite vallée au sud-ouest du lac d'Annecy, entre les crêtes du Roc des Bœufs (1 774 m à l'aplomb du col de Leschaux) et du Semnoz (1 699 m au crêt de Châtillon sur Viuz-la-Chiésaz). L'altitude la plus basse est de 600 m sur le Laudon près du hameau d'Entredozon (Saint-Jorioz) et l'altitude moyenne est d'environ 728 m.
Elle est traversée par un des trois principaux torrents se déversant dans le lac d'Annecy.
Sa superficie est de 1 054 hectares (10,54 km2), dont 586 ha de forêts (principalement sapins en altitude et feuillus en « basse » altitude), donc 55,6 % de la superficie totale de la commune. La présence de forêts est surtout comprise sur le côté Est du Semnoz, le versant le moins exposé à l'ensoleillement, plus pentu et délaissé par l'occupation humaine.
La commune est membre du parc naturel régional du massif des Bauges.

### Urbanisme et transport

#### Morphologie urbaine
La commune compte plusieurs hameaux (ici rangés par taille) : le chef-lieu, le Cruet, la Magne, Patérier, la Pierre, Puget, la Bauche, Drand, Combarut.

#### Voies de communication
Pour atteindre Saint-Eustache, à partir d'Annecy, l'itinéraire le plus pratique emprunte la RN 508 le long de la rive ouest du lac d'Annecy jusqu'à l'échangeur situé devant la fonderie Paccard à la sortie de Sévrier, puis la RD 10 jusqu'à Saint-Eustache.

## Urbanisme

### Typologie
Au 1er janvier 2024, Saint-Eustache est catégorisée commune rurale à habitat dispersé, selon la nouvelle grille communale de densité à sept niveaux définie par l'Insee en 2022.
Elle est située hors unité urbaine. Par ailleurs la commune fait partie de l'aire d'attraction d'Annecy, dont elle est une commune de la couronne,. Cette aire, qui regroupe 79 communes, est catégorisée dans les aires de 200 000 à moins de 700 000 habitants,.

### Occupation des sols
L'occupation des sols de la commune, telle qu'elle ressort de la base de données européenne d’occupation biophysique des sols Corine Land Cover (CLC), est marquée par l'importance des forêts et milieux semi-naturels (67,4 % en 2018), une proportion sensiblement équivalente à celle de 1990 (66,9 %). La répartition détaillée en 2018 est la suivante : 
forêts (66,3 %), prairies (24,9 %), zones urbanisées (4,6 %), zones agricoles hétérogènes (3,1 %), milieux à végétation arbustive et/ou herbacée (1,1 %).
L'IGN met par ailleurs à disposition un outil en ligne permettant de comparer l’évolution dans le temps de l’occupation des sols de la commune (ou de territoires à des échelles différentes). Plusieurs époques sont accessibles sous forme de cartes ou photos aériennes : la carte de Cassini (XVIIIe siècle), la carte d'état-major (1820-1866) et la période actuelle (1950 à aujourd'hui).

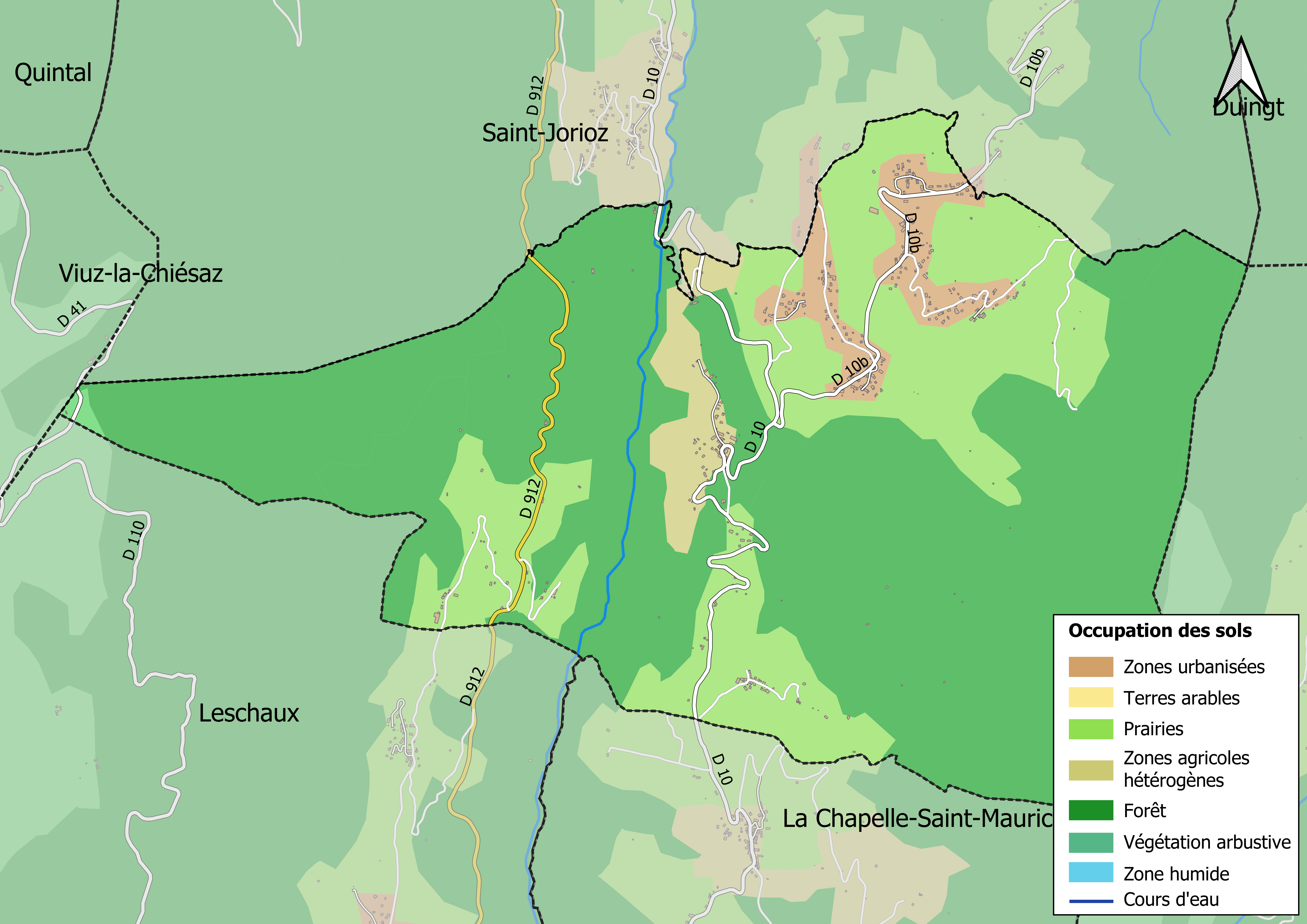
Carte des infrastructures et de l'occupation des sols en 2018 (CLC) de la commune.
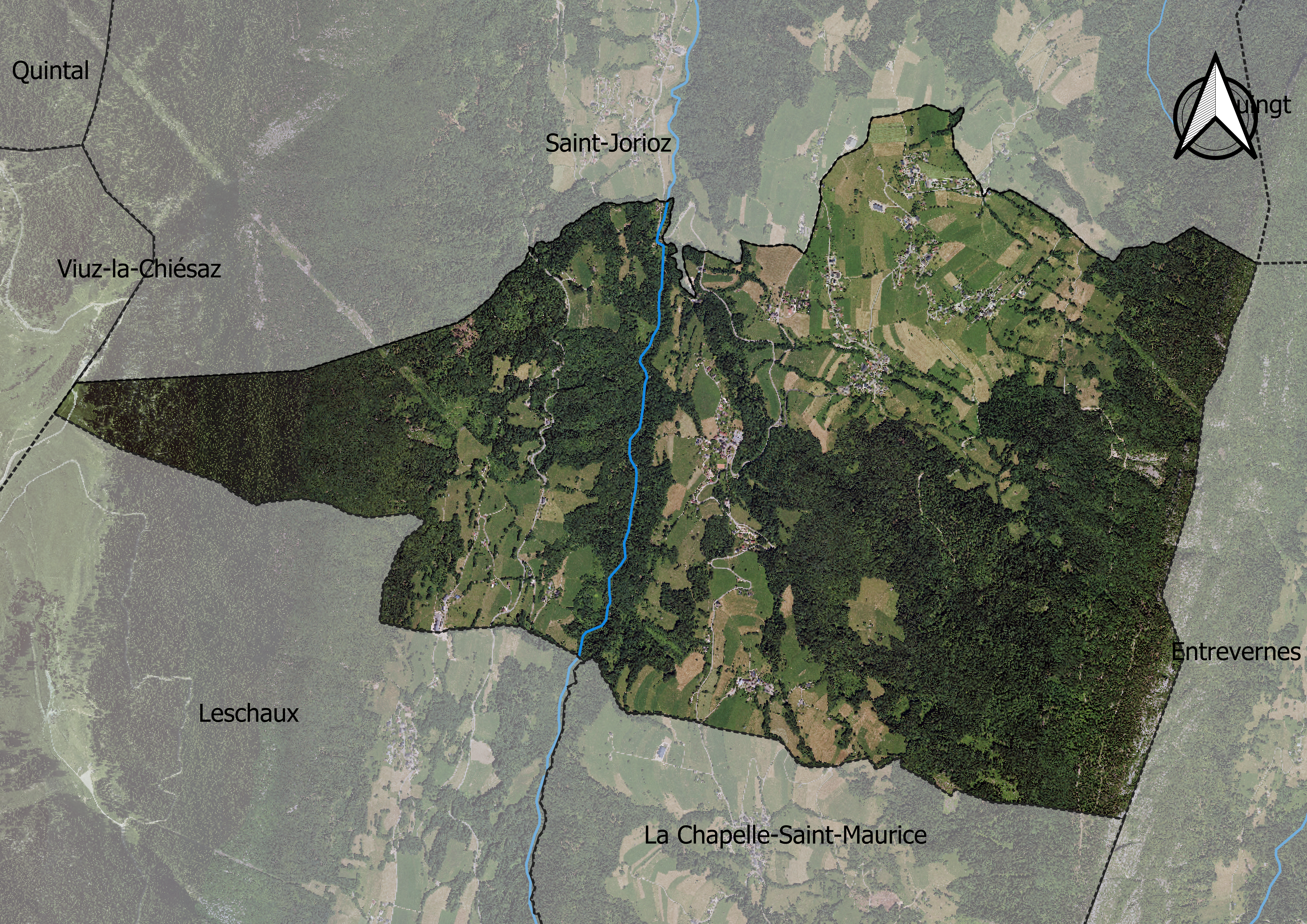
Carte orthophotogrammétrique de la commune.

## Toponymie
L'origine du nom de la commune est sans doute due au saint protecteur de la paroisse, saint Eustache, et attribué lors de la création du village par les moines bénédictins du prieuré de Saint-Jorioz, aux environs de 1200, une fois les terres défrichées. L'étymologie des hameaux alentour est cependant parfois plus complexe à comprendre.
En francoprovençal, le nom de la commune s'écrit Sant-Afyo, selon la graphie de Conflans.
Voici l'origine probable de quelques noms de localités de la commune :
- la Magne : de villa magna le grand village, certainement un important groupement de fermes dès l'origine ;

- le Cruet : du patois dérivé de « cré », faible, chétif, en raison de son manque d'exposition au soleil... Il demeure cependant plus certain que l'étymologie de ce hameau provienne d'un autre dérivé du patois signifiant « dans un creux », montrant la position du village, en effet, dans une petite combe... ;

- Puget : autrefois appelé « chez Puget » - plusieurs noms de hameaux de la commune contiennent le préfixe « chez », mais ne désignent peut-être pas forcément l'appartenance du lieu à une famille, mais est souvent le dérivé du latin casa, casis, littéralement maisons, et ne faisant alors référence qu'à un groupement de maisons... Il est probable que le village tire son nom de sa position géographique, l'ancien français « Puget » se traduisant par « sommet, colline »... ;

- la Bauche : bien que l'origine est incertaine, l'hypothèse la plus vraisemblable serait à voir dans le latin boschus, le bois, et s'expliquerait par le peu d'ensoleillement de ce versant de la vallée et la présence majoritaire de la forêt ;

- les Lavanches : ce lieu-dit tire son nom du patois signifiant éboulement - se rapprochant du mot avalanche...- comme le laisse supposer sa situation dans une combe à l'aplomb au-dessus du Cruet.

## Histoire

### Période médiévale
Les premières implantations connues sur la commune remonte à la période médiévale. Toutefois, plus en aval, sur les rive du lac d'Annecy, des traces d'installations humaines antérieures ont été observées sur la commune de Saint-Jorioz.
Au niveau du hameau du Lavray, en contrebas du chef-lieu, une bâtie (dite bâtie de Saint-Eustache), dont il ne reste qu'une tour), datant probablement du XIIe siècle, permet le contrôle de la route menant de la rive ouest du lac vers le massif des Bauges, par le col de Leschaux. Au-delà du rôle de surveillance, le passage est soumis à un droit de péage. La route moderne ne suit pas l'ancien tracé. La bâtie appartient aux seigneurs de Duin.
Au siècle suivant, la paroisse de Saint-Eustache relève du prieuré de Saint-Jorioz.
Au XVe siècle, Saint-Eustache fait partie de la seigneurie de Duin (actuellement Duingt). Avant 1479, Robert de Duin est détenteur de la seigneurie de Saint-Eustache, ainsi que de celles de Châteauvieux et de la Val-d'Isère.
En 1561, le village compte environ 284 habitants, surnommés les Sanblessons.

### Période contemporaine
Au milieu du XIXe siècle, la commune connaît un pic démographique, avec près de 600 habitants.
Une douzaine d'Eustachois trouvent la mort durant la Première Guerre mondiale.

### Tragédie de Saint-Eustache (1943)
Le village de Saint-Eustache est reconnu comme un village martyr de la Seconde Guerre mondiale. Le 22 décembre 1943, après la mort de trois soldats allemands tués au hameau de Lavray, les autorités allemandes réagissent en envoyant, le 31 décembre, des hommes de la Wehrmacht, de la Gestapo et de la Schutzstaffel sur la commune. 28 habitants seront arrêtés (soit 10 % de la population), et 24 d'entre eux seront déportés. Seulement 4 reviendront.
Cette tragédie est décrite dans un opuscule intitulé La Tragédie de Saint-Eustache (Mairie de Saint-Eustache et l'Association des familles des déportés de Saint-Eustache, 2003,  (ISBN 2-915516-00-6)) : 
"Le mercredi 22 décembre 1943, trois soldats allemands, dont un officier, sont tués au Hameau de Lavray. Le moulin de Jean Armataffet, maire de Saint-Eustache, vient d'être le théâtre d'un sanglant affrontement entre le corps franc Simon et les soldats allemands en quête de victuailles. La vengeance ne se fait pas attendre et le 31 décembre 1943, la Wehrmacht, les SS et la Gestapo encerclent à l'aube plusieurs hameaux de la commune, pillent les fermes et arrêtent 28 habitants (plus de 10 % de la population) qui sont conduits à l'école "prison" Saint-François à Annecy. Après interrogatoire, 4 seront relâchés, 24 vont connaître les camps de concentration et 4 seulement reviendront en 1945 à Saint-Eustache, où 9 veuves et 33 orphelins espèrent..." Guy Pégatoquet, Michel Folliet et Joseph Tilliet, La tragédie de Saint-Eustache, Mémoire du dernier jour, 2003

## Démographie
Ses habitants sont appelés les Eustachoises et les Eustachois.
L'évolution du nombre d'habitants est connue à travers les recensements de la population effectués dans la commune depuis 1793. Pour les communes de moins de 10 000 habitants, une enquête de recensement portant sur toute la population est réalisée tous les cinq ans, les populations de référence des années intermédiaires étant quant à elles estimées par interpolation ou extrapolation. Pour la commune, le premier recensement exhaustif entrant dans le cadre du nouveau dispositif a été réalisé en 2005.

En 2022, la commune comptait 486 habitants, en évolution de −3,95 % par rapport à 2016 (Haute-Savoie : +6,01 %, France hors Mayotte : +2,11 %).
| 1793 | 1800 | 1806 | 1822 | 1838 | 1848 | 1858 | 1861 | 1866 |
| ---- | ---- | ---- | ---- | ---- | ---- | ---- | ---- | ---- |
| 398  | 382  | 443  | 502  | 532  | 603  | 557  | 525  | 509  |

| 1872 | 1876 | 1881 | 1886 | 1891 | 1896 | 1901 | 1906 | 1911 |
| ---- | ---- | ---- | ---- | ---- | ---- | ---- | ---- | ---- |
| 540  | 504  | 502  | 447  | 415  | 406  | 412  | 401  | 404  |

| 1921 | 1926 | 1931 | 1936 | 1946 | 1954 | 1962 | 1968 | 1975 |
| ---- | ---- | ---- | ---- | ---- | ---- | ---- | ---- | ---- |
| 253  | 288  | 287  | 284  | 274  | 268  | 234  | 209  | 239  |

| 1982 | 1990 | 1999 | 2005 | 2006 | 2010 | 2015 | 2020 | 2022 |
| ---- | ---- | ---- | ---- | ---- | ---- | ---- | ---- | ---- |
| 297  | 335  | 392  | 462  | 466  | 467  | 511  | 491  | 486  |

## Politique et administration

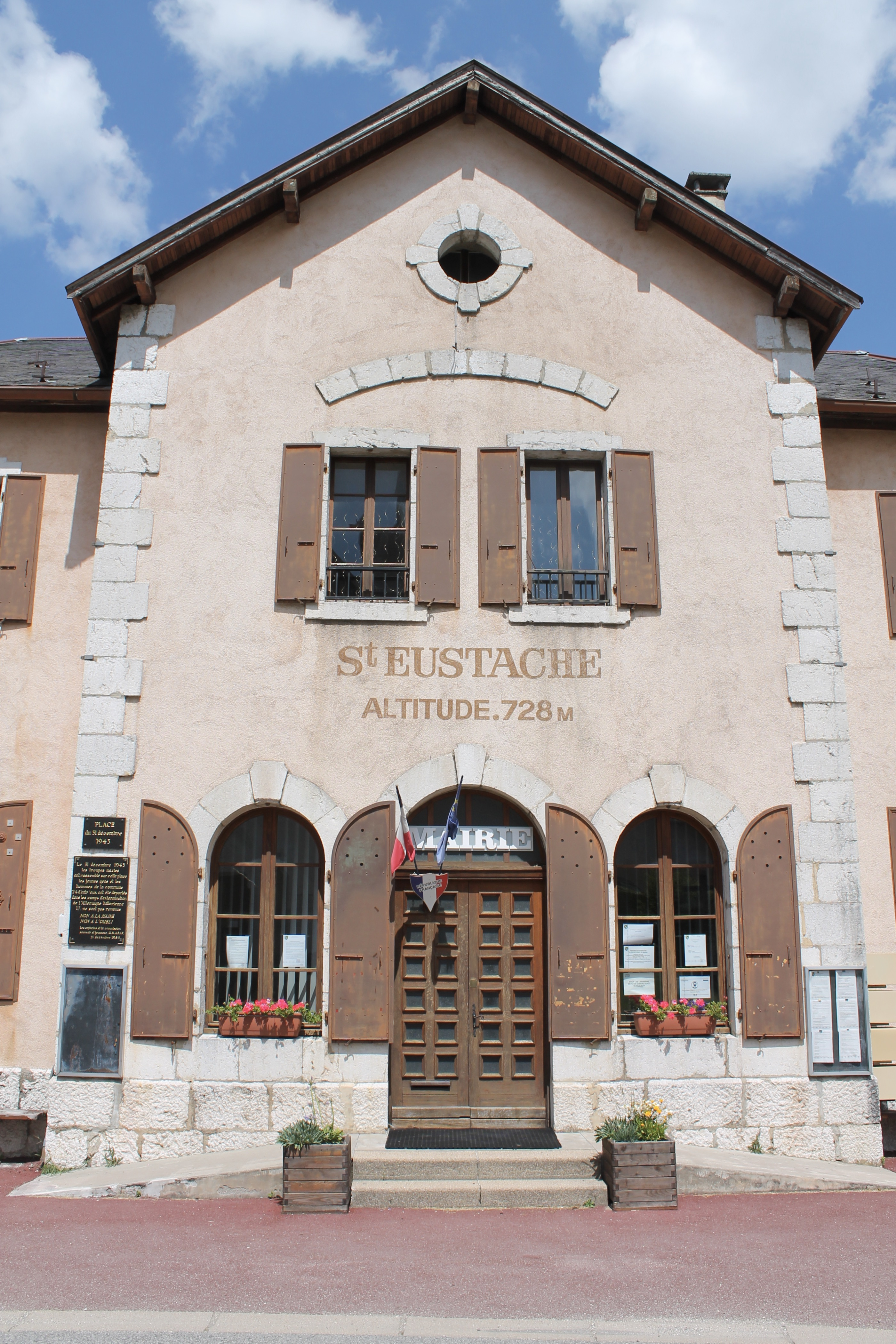
Fronton de la mairie de Saint-Eustache.

| Période                                  | Période  | Identité       | Étiquette | Qualité     |
| ---------------------------------------- | -------- | -------------- | --------- | ----------- |
| mars 2001                                | En cours | Michel Chappet | SE        | Agriculteur |
| Les données manquantes sont à compléter. |          |                |           |             |

## Économie

### Entreprises de la commune
De nombreuses entreprises sont implantées sur la commune, vente de produits locaux  reblochon, de la tomme, du gruyère de Savoie et miel, centre de vacances, hôtels, gîtes ruraux, chambres d'hôtes, camping, exploitation forestière.

### Tourisme
Saint-Eustache fait actuellement partie des 52 communes du parc naturel régional du massif des Bauges.
Saint-Eustache est une commune rurale qui a su limiter les constructions en tous genres et ainsi préserver son environnement. Elle offre une intéressante biodiversité, notamment par ses forêts riches en essences d'arbres locaux (sapins, noisetiers, châtaigniers, marronniers, hêtres, bouleaux, épicéas...) ou sa flore (lichens et divers types de fleurs typiquement régionales), mais également une faune sauvage variée et peu chassée.
Par ailleurs, Saint Eustache est le dernier village à posséder une fruitière encore en activité. Elle produit des fromages, elle contribue aussi au développement du tourisme local avec l'organisation de visite guidée l'été pour des groupes de touristes.
Le tourisme vert se développe sur la commune grâce notamment à des structures d'accueil touristique (gîtes ruraux, chambres d'hôtes, meublés de tourisme...).

## Lieux et monuments
La bâtie (château)
Située vers le hameau de Lavray, on peut encore voir les fondations d'une tour cylindrique du XIIe siècle, ruines de la bâtie de Saint-Eustache. Elle a été édifiée par les seigneurs de Duin, installés sur les rives du lac à Duingt. Elle était destinée au départ à surveiller la route qui menait au col de Leschaux. Le château est abandonné vers la période révolutionnaire française, ses matériaux sont utilisés pour la construction d'autres bâtiments.
L’église paroissiale

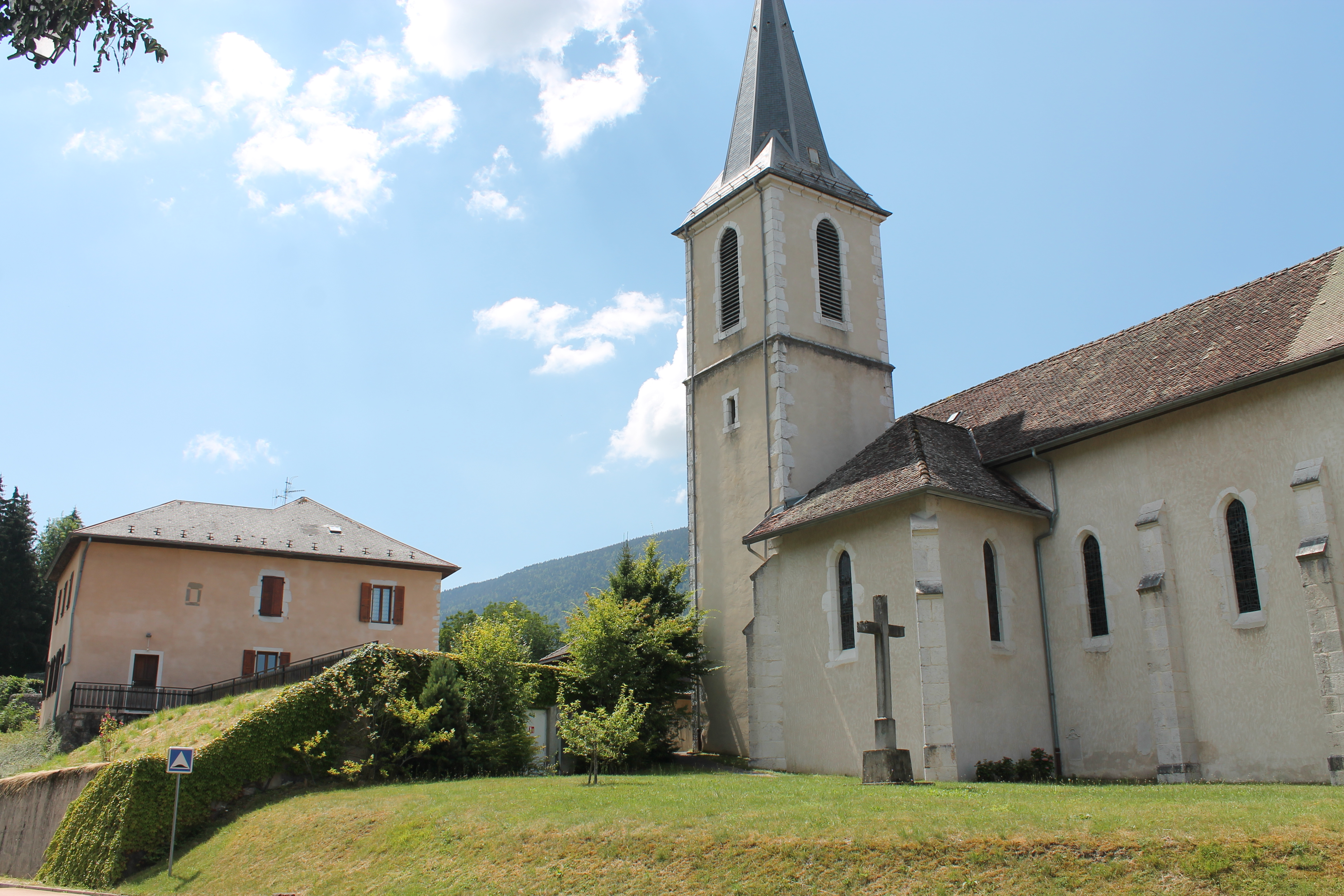
Église Saint-Eustache de Saint-Eustache.

Église placée sous le patronage de saint Eustache. Le nouvel édifice, de style néogothique, est construit en 1864. Elle est consacrée en 1869. C'est un édifice simple de style néogothique, sobre, qui tente d'imiter le style des églises du XIIIe siècle. La façade, encadrée par les monuments aux morts des deux guerres, présente une baie ogivale en son centre. Le long de la façade extérieure, des pierres tombales gravées, simples plaques, sont encastrées dans le mur. Ce sont quelques-unes des tombes des anciens curés de saint-Eustache. Le clocher dresse sa croix à près de trente mètres du sol. L'intérieur de l'église est dépourvu de décorations. Les croisées d'ogives retombent en cul-de-lampe, on a trois travées dans la longueur avec le transept bas. Les vitraux sont modernes, à l'exception de deux baies dans le transept, qui sont plus anciennes. Le chœur est composé de trois pans. Au centre, une croix symbolise la chrétienté. Dans le transept gauche, on a un autel avec une immense statue de la Vierge à l'Enfant. Dans la nef, on rencontre un chemin de croix polychrome et six statues de faux-marbre blanc avec, au-dessus de l'entrée, une statue du Sacré-Cœur.
Les croix

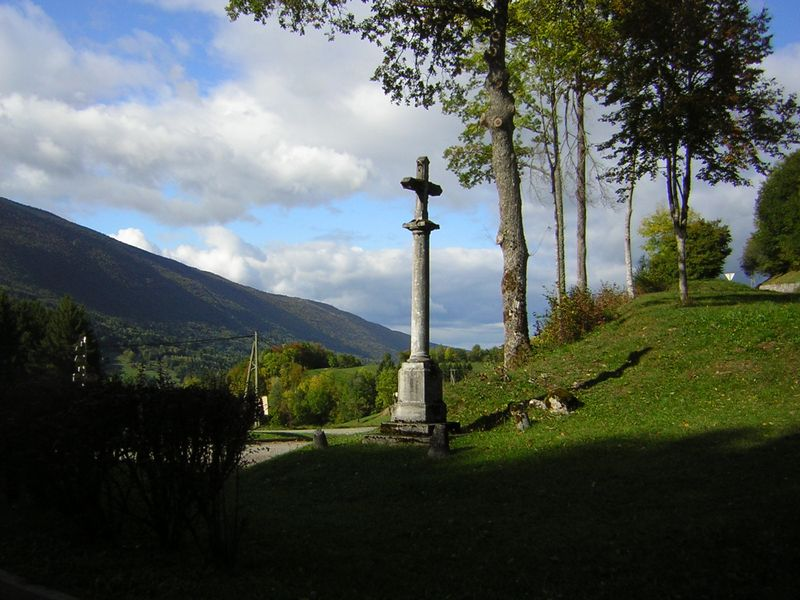
La croix blanche, Le Cruet.

Comme sur beaucoup de communes, Saint-Eustache, dispose d'un grand nombre de croix religieuses, qui autrefois servaient de point de repère. On les trouve aux carrefours des routes ou sur les sommets des montagnes environnantes. Il faut tout de même signaler quelques croix plus importantes que les autres :
- la « Croix-Blanche », située au carrefour éponyme, à la jonction entre la D 10 et la D 10b. C'est une croix de carrefour en pierre blanche (calcaire), sculptée par Tavernier, sculpteur à Annecy, à la fin du XIXe siècle ;
- l'imposante croix de la Cochette, située à 1 336 m d'altitude, sur le rocher sommital de la montagne d'Entrevernes. La croix actuelle est assez récente, mais remplace une plus ancienne ;
- la croix de la Bauche (910 m) est une des plus entretenues et fleuries.

La mairie-école
Construite vers 1880, c'est le bâtiment emblématique de la commune. Elle est caractérisée par sa couleur rose et son inscription « SAINT-EUSTACHE 728 m ». L'école a toujours été présente à la mairie et accueille toujours la maternelle. Les classes primaires sont situées à la Chapelle-Saint-Maurice et à Leschaux. L'école a été reconstruite en 2012 et un restaurant scolaire y a été adjoint.
La salle des Gentianes
Salle des fêtes communale, construite en 1945, elle servait au départ de théâtre. Les sous-sols et les combles, autrefois habitables, sont aujourd'hui assez délabrés et attendent une réhabilitation. Depuis peu, la salle n'appartient plus au domaine ecclésiastique.
L'ancien pont de la Cure
Pont en demi-cercle construit au XIXe siècle, un autre pont similaire a été construit dans le secteur à Entredozon. Il est aujourd'hui remblayé.
Les habitations typiques
Il est difficile de rattacher le style des fermes eustachoises à celui des fermes savoyardes. Elles ressemblent fortement aux fermes baujues, mais aussi à celles de l'Albanais et du pays de Faverges. En fait, c'est un peu un mélange de tous ces types associés. En revanche, ce qui lui donne ce caractère bauju, c'est le fait que les hameaux soient groupés en grands corps de fermes très proches les uns des autres, et groupés entre eux avec de faibles distances entre chaque hameau.
La commune possède par ailleurs un petit patrimoine hérité de son passé agro-pastoral, dont certains sont toujours en activité, parfois en friche ou réaménagés en logements, qui a fait l'objet d'études par la direction de la Culture de la région Auvergne-Rhône-Alpes dans sa série « Les dossiers de l'inventaire » (Études sur le patrimoine). Ce ne sont pas moins de 44 édifices (scieries, fontaines, fermes, bâtiments publics, ou encore petit patrimoine religieux) qui ont ainsi retenu une certaine attention.

### Environnement
La commune est membre du parc naturel régional du massif des Bauges.
Une partie de la commune de Saint-Eustache est classée dans les zones naturelles d'intérêt écologique, faunistique et floristique de type I du roc des Bœufs et de la montagne d'Entrevernes à l'Est, et du Semnoz à l'Ouest.

### Personnalités liées à la commune
Quelques noms de familles eustachoises :
- Ducret (Puget, Le Cruet, Drand, chef-lieu) ;
- Barat (Le Cruet, La Pierre, Drand, chef-lieu, La Magne) ;
- Barithel (Le Cruet, chef-lieu) ;
- Chappet (La Pierre) ;
- Cottard (Combarut, Le Cruet, chef-lieu) ;
- Girollet (Puget) ;
- Nicollin (Patérier) ;
- Provent (Paterier) ;
- Masset (La Bauche) ;
- Exertier (chef-lieu) ;
- Bertocchi (plus récent) ;
- Péverill (Américain).